# رئیس هیات
در کاربرد دیپلماتیک، رئیس هیئت (HOM) یا (COM) از فرانسوی "chef de mission diplomatique" (CMD) رئیس یک نمایندگی دیپلماتیک، مانند سفیر، کمیسر عالی، نونسیو، کاردار، نماینده دائم، و گاه یک سرکنسول است. بسته به زمینه، ممکن است به رؤسای دفاتر نمایندگی برخی سازمان‌های بین‌المللی نیز اشاره شود.
در هیئت‌های دیپلماتیک و سرویس‌های خارجی که سفرا ممکن است منصوبان سیاسی باشند تا دیپلمات‌های شغلی، معاون رئیس هیئت ممکن است یک کارشناس ارشد خدمات خارجی باشد و به‌طور کلی بیش از یک «معاون» شناخته شود.
روسای دفاتر سازمان‌های بین‌المللی پایین‌تر از این رتبه دیپلماتیک که از مقامات ارشد آن سازمان در کشور هستند، مانند مدیر پروژه، و سازمان‌ها و شرکت‌های بخش خصوصی معمولاً «رئیس حزب» نامیده می‌شوند تا آنها را از «رئیس مأموریت» متمایز کنند.
Chef de Mission همچنین عنوان مدیر تیم یک هیئت ملی در رویدادهای ورزشی چند رشته‌ای بین‌المللی مانند بازی‌های المپیک است.